# Parque nacional de Yamaska
El Parque nacional de Yamaska (en francés: Parc national de la Yamaska) es un parque provincial en torno al reservorio artificial de Choiniere. Se encuentra ubicado en los municipios de Roxton Pond y Saint-Joachim-de-Shefford en el municipio del condado regional La Haute-Yamaska, justo al noreste de Granby, Quebec en Canadá.
Su paisaje montañoso es ondulado con el apoyo de la roca arenisca. El suelo principal es una piedra arenosa podzol que se ha registrado como la serie de Racine - uno de los suelos más ácidos en la zona.

## Actividades
La proximidad del parque a Montreal (sólo 94 km.) lo convierte en un destino popular para las actividades al aire libre en todas las estaciones. El embalse de la Choinière, de 4.5 km. cuadrados, que permite nadar, navegar y pescar, se creó en el río de Yamaska del Norte en 1977. Hay un sendero de 19 km. para caminar y montar en bicicleta alrededor del embalse, y varias otras rutas de senderismo. Hay 147 cámpines en el parque.

## Flora y fauna
El arce de maple, el arce rojo, el abeto balsámico, la cicuta oriental, el abedul gris, el olmo americano y el tilo, son algunas de las 40 especies de árboles que se encuentran en el parque. 
Entre las especies vegetales vulnerables que se encuentran allí están el puerro silvestre, el lirio amarillo silvestre, la sanguinaria y la campanilla de flor grande. 
También hay 16 especies de anfibios, 5 de reptiles, 40 de mamíferos y más de 240 de aves. El embalse cuenta con 19 especies de peces. El parque ha elegido como emblema a la salamandra oscura del norte debido a su relativa rareza en Quebec.